# Egica
Egica (Ergica), född omkring 640, död 701/703, var visigotisk kung av Hispania och Septimanien från 687 till sin död. Han var son till Ariberga och brorson till Wamba. Han var gift med Cixilo dotter till Erwig.

## Ursprung och maktövertagande

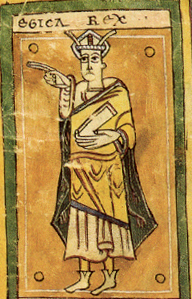
Egica avbildad på 800-talet i Codex Vigilanus.

Egica var nära släkt, troligen brorson till kung Wamba  regent från 672–680.  Wamba störtades från tronen år 680 av Erwig  som sedan innehade kungavärdigheten 680–687. Han kom till makten genom en intrig vid hovet. Erwigs dotter Cixilo gifte sig med Egica. Giftermålet var för att få till stånd en försoning med den mäktiga klanen Wamba. När Erwig sedan blev dödligt sjuk utsåg han Egica till sin efterträdare den 14 november 687 och han abdikerade dagen därpå. Egica tog omedelbart över det kungliga ämbetet och landsstyret. Den 24 november 687 mottog Egica den kungliga smörjelsen i Toledo. Det gick nio dagar efter Erwig död innan Egica smordes till kung i Toledo av metropoliten Julianus av Toledo. Vanligtvis ägde smörjelsen rum följande söndag, som det året inföll den 17 november. Förseningen kan ha berott på  förhandlingar som Egica kan ha fört med några tjänstemän vid hovet och kyrkan, däribland Julianus. Om detta var fallet är det möjligt att en  kompromiss nåddes mellan den avlidne kungens anhängare, inklusive Julian, och det parti som följde kung Wambas politik. Något kungligt val ägde inte rum. Egica var som Wambas släkting fientligt inställd till sin föregångare. Det är oklart varför Erwig gjorde denne medlem av en fientlig klan till sin svärson och efterträdare, trots att han själv hade söner som överlevde honom. Förmodligen visste han att stödet för ett val av hans söner som tronföljare saknades och kände sig tvungen att med en eftergift till sin föregångares släktingar och anhängare skapa mera samförstånd i tronföljden.
Egica hade redan före giftermålet med Erwigs dotter utsetts till tronarvinge, och då hade han svurit en ed att skydda och vägleda Erwigs familj. Innan Erwig dog den 15 november 687 svor Egica förutom sin tidigare ed, en ed att skydda sina undersåtar och behandla alla rättvist. I Den mozarabiska krönikan noterar att Egica fick högsta auktoritet för att skydda  rike. Det är svårt att veta om det var inre oroligheter Erwig ville undvika. Erwig tillgrep själv ett förtryck i slutet av sin regeringstid. Yttre hot kan också ha varit orsaken. Alfons III:s krönika talar om en attack mot Spanien av en stor muslimsk flotta under kung Erwigs regeringstid. Anfallet slogs tillbaka, men en ny fara mot riket blev tydlig. Araberna hade drivit ut bysantinerna från Nordafrika och underkuvat  norra Afrika under kalifens styre. Deras angrepp mot Spanien bara en tidsfråga.

## Det femtonde konciliet i Toledo 688 och det tredje konciliet i Zaragoza.
Om Erwig hoppades på att få till stånd en varaktig fred med Egica, som agerade som representant för familjen Wamba, misstog han sig. Kort efter sitt trontillträde den 11 maj 688 sammankallade Egica det femtonde konciliet i Toledo. Vid konciliet deltog 60 biskopar från det visigotiska Spanien och Septimanien. Konciliet leddes av Julianus av Toledo. Efter att ha gett formella hedersbetygelserr år Erwig talade Egica sedan om Erwigs olagliga förtryck och godtycke. Han frågade de församlade vilken av de två eder som han hade svurit till Erwig som han skulle hålla, eftersom de enligt honom inte var förenliga med varandra. En mycket betydande del av den egendom som konfiskerades av Erwig hade gått direkt till kungen och hans familj. Erwigs barns och änkas intressen stred mot rättvisan som Egica och hans anhängare uppfattade den. Rådet beslöt att befria honom från hans ed att skydda Erwigs änkas och barns intressen för att bringa rättvisa åt riket.  Egica mötte motstånd från Julianus av Toledo. Rådet tillät Egica att överge sin hustru men upphävde bara delvis eden att skydda Erwigs barn. Egica fick också igenom ett särskilt dekret av rådet, att ingen kunde tvinga änkedrottningen att gifta sig eller begå äktenskapsbrott. Detta ger sken att vara ett försvar av drottningen och hennes ära, men samtidigt förhindrade andra att försöka tillskansa sig tronen genom giftermål med änkan till den tidigare kungen. År 691 sammankallades ett tredje provinsrådet i Zaragoza på direkt order av kungen och det var av nationell betydelse. Detta koncilium bestämde att kungens änka skulle gå i kloster efter sin makes död. Änkedrottning Liubigotons kunde inte görta anspråk på en politisk roll och Erwig-klanens försök att återta makten förhindrades. Egicas fientliga känslor mot Erwig är tydliga i hans negativa kommentarer om den förre kungen.

## Upproret i Toledo
För alla visigotiska kungar, åtminstone de senare, var den viktigaste maktpolitiska frågan förhållandet till adeln. Adeln stärktes genom feodaliseringsprocessen av staten i sina vasallämbeten och kunde motsätta sig centralregeringen. Egica tog flera steg i denna riktning, men samtidigt försökte han undertrycka alla försök till konspirationer och uppror. Vid tredje konciliet i Zaragoza antogs på hans begäran en resolution för att återge friheten för de av kyrkan frigivna män, som hade befriats utan särskild stadga och återigen hade förslavats av de nya biskopar. Dekretet var riktat mot biskoparnas godtycke för att begränsa deras personliga berikande. Detta orsakade missnöje bland kyrkoledarna.
Våren 693 uppstod en konspiration i Toledo riktad mot Egica. Högt rankade personer i det kungliga hovet, särskilt de som stod familjen Erwig nära, tog aktiv del i sammansvärjningen. Det var extremt farligt för Egica att metropoliten Sisibert av Toledo, som ersatt den avlidne Julianus av Toledo, deltog i denna konspiration. En person vid namn Sunifred utropade sig till kung med understöd av metropoliten Sisibert. Han behärskade Toledo en tid, för han präglade sitt mynt där. Historien om störtandet av Wambakunde ha upprepats. Efteråt anklagades konspiratörerna för att ha försökt beröva Egica tronen och livet. Om anklagelsen var berättigad är omöjligt att veta. Konspirationen upptäcktes och den spanska kyrkans högsta primats deltagandet var mycket allvarligt. Egica avskedade metropoliten Sisibert av Toledo, utan att föra hans fall inför den kyrkliga domstolen, vilket kyrklig lag krävde. Felix av Sevilla sattes in i hans ställe. Faustinus av Braga blev biskop i Sevilla, och Felix av Porta utsågs i hans ställe i Braga. Biskopens förhållande till den kyrka som anförtrotts honom uppfattades som ett oupplösligt äktenskap och Egicas bröt mot alla kyrkliga förordningar. Egica beslutade att sammankalla ett nytt koncilium för att legalisera alla dessa beslut.

## Sextonde konciliet i Toledo 693
Det sextonde konciliet i Toledo sammankallades i maj 693 och hierarker var närvarande från alla rikets provinser. I detta råds verksamhet deltog domstolen av högsta rang aktivt. Stora förändringar i konciliets personliga sammansättning har skett jämfört med femtonde konciliet, som ägde rum fem år tidigare. 16 hovmän undertecknade detta konciliums handlingar men endast fyra var närvarande vid det femtonde konciliet och ytterligare två vid det fjortonde. Detta beskriver väl den utrensning som Egica genomförde i de högsta maktskikten efter Sisibert-konspirationen. Rådet rättfärdigade kungens åtgärder och legitimerade avsättningen av Sisibert. I det kungliga brevet till rådet och i rådets beslut bekräftades att kungen fick sin tron av Gud, så att motstånd mot kungen var ett brott mot staten, men också en utmaning mot Gud. Konciliet bestämde att varje man som konspirerade mot kungen eller gjorde uppror i Spanien, oavsett hans värdighet och status, skulle berövas sin egendom. Han och alla hans ättlingar skulle aldrig kunna inneha något hovämbete. Konciliet bestämde att alla lagar som stiftats av Chindasuinth och Wamba var giltiga. Beslutet var riktat mot adeln och kyrkoledarna, mot vars inflytande dessa kungar hade kämpat på sin tid. Erwig, som var mer älskad av den kyrkliga och världsliga adeln, utsattes för nya attacker. Egica föreslog att ett antal lagar stiftade under Erwig skulle ses över och att lagkoden skulle kompletteras med nya rättsakter. Rådet antog en resolution för att skydda de lokala landsbygdskyrkornas egendom från biskoparnas intrång. Egica ville förlita sig på det lägre prästerskapet och begränsa de högre hierarkiernas makt.

## Sjuttonde konciliet i Toledo 694. Kampen mot judarna
Kanske för att ytterligare stärka sin och sin familjs ställning, bara ett och ett halvt år efter det sextonde konciliet i Toledo, sammankallade Egica det sjuttonde konciliet i Toledo. Den utfärdade ett särskilt dekret om skydd av kunglig avkomma: det påpekades att om drottning Kyxilo förblev änka och fick lyckliga avkommor, så kunde ingen tvinga hennes söner och döttrar att bli munkar och de skulle vara fria att förfoga över sin fars egendom. Under Egica nådde de visigotiska kungarnas traditionella judefientliga politik en höjdpunkt. År 693 bekräftade det 16:e konciliet i Toledo en kunglig lag som försökte övertala judarna att ändra sin tro med hjälp av starka ekonomiska incitament. Judar som inte ville låta döpa sig var också tvungna att betala en särskild judisk skatt. Dessutom var de kollektivt ansvariga för betalningen av denna särskilda skatt. De var förbjudna att bedriva långväga handel och att göra affärer med kristna. Den antijudiska lagstiftningen nådde emellertid sin kulmen vid det sjuttonde kyrkomötet i Toledo år 694. Anledningen eller förevändningen för detta var anklagelser mot judarna för en sammansvärjning mot riket i samarbete med utländska trosfränder. De påstås ha pressat de syriska och egyptiska araberna att attackera Spanien. Visigoternas extremt hårda reaktion visar att de var fullt medvetna om allvaret i det överhängande hotet om en arabisk invasion. De församlade prelaterna mildra kungens lagförslag något. Egica hade föreslagit att alla konspiratörer skulle avrättas men rådet beslutade  att alla judar skulle berövas sin förmögenhet och frihet och utvisas från Spanien. Kungen fick rätt att sälja judarna efter eget gottfinnande. Deras barn skildes från sina föräldrar när de fyllde sju år och flyttades till kristna familjer för uppfostran. Det verkar som om dessa åtgärder verkligen genomfördes, för judefrågan har inte berörts senare i visigotiska dokument.

## Drottning  Cixilo
Vid det sjuttonde konciliet i Toledo kallades  Cixilo för den ärorika damen. Det finns andra uppgifter som berättar att Egika skilde sig från henne. Initiativet till skilsmässan skulle ha kommit från kung Wamba som då bodde i ett kloster. Det är mycket möjligt att Egica strax efter det sjuttonde konciliet i Toledo, när all opposition praktiskt taget var eliminerad, bestämde sig för att slå ett nytt slag mot den avlidne Erwigs klan genom att skilja sig.  Wamba var kanske inte vid liv vid den här tiden, men initiativet till denna handling kan ha kommit från hans släktingar. Skilsmässan från Erwigs dotter var tänkt att besegla nederlaget för denna rivaliserande klan.

## Krig mot Bysans och frankerna
Mellan 698 och 701 landsteg en bysantinsk flotta på Spaniens östkust, troligen utanför Alicante. Attacken slogs tillbaka. Händelser har samband med avsändandet av den bysantinska flottan till västra Medelhavet. 698 lyckades bysantinerna erövra Karthago från araberna under en kort tid. Avvisandet av detta bysantinska anfall tillskrivs Theodemir, som behärskade ett stort område i sydöstra delen av den iberiska halvön. Han ägde gods och hela städer. Han hade en egen armé och agerade självständigt utan order eller stöd från kungen. Detta faktum visar att vissa lokal makthavare var fullt kapabla att motsätta sig kungen. Egica stred i Septimanien, där de lokala rebellerna som hade understöd av frankerna delvis besegrades. 

## Edicas kamp mot adeln
Revolten 1993 gjorde att Edica intog en antiaristokratisk hållning. Hans föregångare hade år 683 tvingats utfärda en lag om immunitet för adelsmän utan rättegång, men Egica respekterade inte dessa lagar. Epicas misstro mot adelsmän, som han misstänkte för konspiratorisk verksamhet fick honom att föra en hård repressionspolitik. Med avrättningar, konfiskationer och landsförvisningar gick han till angrepp mot misstänkta motståndare. Han utfärdade ett stort antal beslut om böter, konfiskering och utvisning av adelsmän. Från andra utpressade han olagligt skuldebrev. Egica fyllde statskassan med konfiskerade tillgångar. Egica försökte oskadliggöra ättlingar till tidigare kungar för att förhindra deras anspråk på tronen. Alfons III:s krönika berättar om hans förföljelse av Theodofred, far till den senare kung Roderik. 

## Katastrofer under Edicas regeringstid
Det visigotiska rikets ekonomiska situation försämrades under hans tid. Detta framgår av myntets förfall, där silver ersatte det tidigare guldet. Dåliga skördar inträffade flera år i rad. Lantbruket hade redan låga skördar men dessa år ledde till svält och ökad dödlighet. Det ledde till brist på arbetskraft på de stora lantegendomarna som ägdes av adeln och kyrkans dignitärer. År 693-694 minskade befolkningen snabbare i Spanien då en allvarlig epidemi av böldpest drabbade landet. Befolkningen minskade mest i den södra delen av riket. Där tillämpades inte den antijudisk lagstiftning utan judarna ställdes till hertigen av Septimaniens förfogande, som kunde använda deras arbetskraft. Adelns ville öka de frigivnas beroende av adeln och förhindra slavarnas flykt. Egica tillmötesgick dessa strävanden för att blidka den aristokrati han hade förorättat tidigare. Egica lagstiftade om att frigivne och deras ättlingar skull förbli i fullständig underkastelse till sin tidigare herre, och herrarnas ättlingar i tre generationer. Samtidigt stiftades en sträng lag för att straffa förrymda slavar, men Egica införde samtidigt en lag som upphävde de lagar som tillät slavägare att stympa sina slavar som straff.

## Familj, successionsplanering och dödsfall
För att försäkra sig om kunglig makt för sin familj utsåg Egica sin son Wittiza till medregent. Traditionellt trodde man att detta hände år 698. Nyligen upptäckta privilegiebrev innehåller dock uppgifter som tyder på att han var sin fars medregent så tidigt som 693 och 694. Wittiza som sin fars medregent, stannade inte i Toledo. Det tidigare Svebiska riket med residens i Tuja tilldelades honom som ett underrike.  Enligt Alfonso III:s krönika hade fadern visigoternas rike och sonen svebernas rike. Det svebiska riket hade för länge sedan upphört att existera, och det var inte fråga om att återupprätta det, utan bara om att överföra förvaltningen av dess tidigare territorium till medregenten och arvtagaren till den visigotiska tronen. 
Påståendet från en sen källa att Egica försköt sin hustru Cixilo strax efter att han upphöjts till kung är felaktigt, eftersom hon fortfarande nämndes som en "ärorik" drottning år 694 i akterna från det 17:e konciliet i Toledo. Efter revolten år 693 upphöjde 694/695 Egica sin son Witiza till medregent  Under en tid bodde tronföljaren i Tui i Galizien. Den 15 november 700 mottog Wittiza sin kungliga smörjelse. Detta steg var bruk när en tidigare endast nominell medregent faktiskt kom till makten. Det kan därför antas att Egica endast kunde agera i begränsad utsträckning vid denna tidpunkt och att Witiza redan de facto styrde landet. Egica dog mellan den 15 november och den 31 december 702. Förutom Witiza hade Egica troligen ytterligare en son vid namn Oppa, som troligen kan identifieras med metropoliten Oppa av Sevilla. 